# Mrównik afrykański
Mrównik afrykański, mrównik, prosię ziemne (Orycteropus afer) – gatunek ssaka z rodziny mrównikowatych (Orycteropodidae), jedyny współczesny przedstawiciel swego rzędu, występuje w Afryce. Zwierzę to prowadzi samotniczy, nocny tryb życia i jest znakomicie przystosowane do grzebania w ziemi. Żywi się mrówkowatymi i termitami, rozgrzebując mrowiska i termitiery. Tendencja rozwojowa populacji nie jest znana, ale nie zagraża mu wyginięcie.

## Budowa

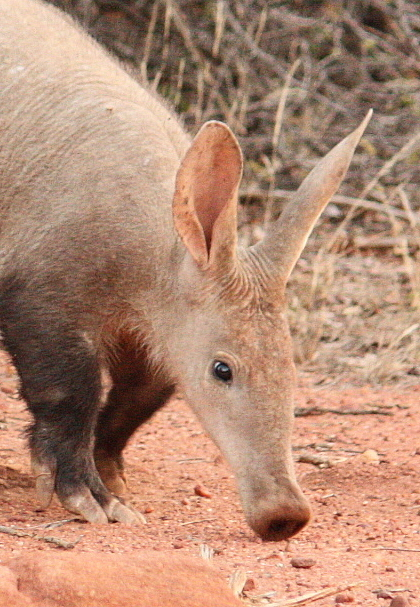
Mrównik ma długą głowę z wystającymi, przypominającymi królicze uszami

Długość ciała (bez ogona) wynosi 94–142 cm, długość ogona 44–63 cm; masa ciała 40–65 kg. Osobniki zamieszkujące lasy są większe i solidniej zbudowane niż te z sawanny, mają też cięższą czaszkę i dłuższe pazury, krótsze zaś uszy i włosy. Wzór zębowy: I {\displaystyle {\tfrac {0}{0}}} C {\displaystyle {\tfrac {0}{0}}} P {\displaystyle {\tfrac {2}{2}}} M {\displaystyle {\tfrac {3}{3}}} (x2) = 20. Kariotyp wynosi 2n = 20.
Autorzy 9-tomowego opracowania „Handbook of the Mammals of the World” określają wygląd mrównika jako dziwaczny.
Ubarwienie włosów grzbietu jest żółtawoszare, na udach i kończynach przechodzące w czerń. Długość włosa na tułowiu wynosi 1,8 cm, tam też włosy porastają z rzadka, w przeciwieństwie do znacznie gęściej porosłych kończyn, gdzie włos osiągnąć może 4 cm. Zwierzę często jest ubrudzone ziemią, w której drąży.
Głowa jest długa i szeroka, zwieńczona płaskim pyskiem, zakończonym parą nozdrzy osłoniętych włosiem, dzięki czemu zwierzę nie inhaluje gleby. Poniżej znajduje się otwór gębowy, wąski, gdyż zwierzę nie połyka dużych porcji pokarmu, odżywiając się owadami społecznymi. Co więcej, nie występuje grzebień strzałkowy, gdyż stanowi on zwykle miejsce przyczepu mięśni umożliwiających przeżuwanie pokarmu, a silnych mięśni do żucia mrównik także nie potrzebuje, jako że nie ma w zwyczaju żuć, a zdobycz w całości łyka. Ma on natomiast nietypowe zęby, rosnące całe jego życie dzięki otwartym korzeniom. Komorę zawierającą miazgę otacza struktura budowana przez setki połączonych heksagonalnych kolumn zębiny. Szkliwa natomiast nie ma wcale. Wzór zębowy nie jest stały, liczba przedtrzonowców nie jest stała. Zęby nie pełnią w zasadzie żadnej funkcji, w przeciwieństwie do długiego języka. Cylindryczny kształtem, łatwo mieści się w szczelinach, z których zwierzę wyciąga zdobycz. Wciągający go mięsień nie różni się jednak zbytnio od swych homologów u innych ssaków. Powiększone są zaś ślinianki. Ślinianka przyuszna cechuje się budową pęcherzykową z owalnych płatów, podczas gdy śliniankę podżuchwową budują duże płaty spojone ubogą tkanką łączną. Wydzielina obejmuje obojętne mukopolisacharydy, sialomucyny i kwaśne pochodne siarczanowe. Czaszka jest najszersza w łukach jarzmowych. Kości czołowe tworzą wybrzuszenie, które zajmuje dobrze rozwinięta jama nosowa, zasobna w małżowiny nosowe zwiększające powierzchnię kontaktu z powietrzem, cechujące się skomplikowaną budową i tworzące więcej wyrostków niż u jakiegokolwiek innego ssaka. Wyściela je błona śluzowa, do której dochodzą zakończenia nerwu węchowego, docierającego do dobrze rozwiniętych opuszek węchowych. Oczy ulokowane są po bokach głowy, w połowie długości między nosem a podstawą uszu. Zrogowaciała zewnętrzna warstwa komórek chroni rogówkę narażoną na glebę i ataki owadów. Oczy przystosowane są do widzenia w ciemności, nie mają w ogóle czopków. Niemniej tapetum lucidum nie występuje. Ponad okiem leżą ochronne włosy. Za okiem z brodawki wystaje kolejna kępka włosów. Długie, niby to królicze uszy sterczą do góry. Osiągają długość 18 cm. Są bardzo ruchliwe. Na twarzy występują wibryssy. Głowę utrzymuje krótka szyja.
Duży, zwarty tułów mieści żołądek o grubych, dwucentymetrowych ścianach, gdzie połknięte w całości owady ulegają zmiażdżeniu. Kręgosłup składa się z 7 kręgów szyjnych, 13 piersiowych, 8 lędźwiowych, 6 krzyżowych i 25 ogonowych. Samiec nie ma moszny – jądra znajdują się w jamie brzusznej. U obu płci występuje gruczoł przypominający z wyglądu mosznę – u samca jego ujście jest na napletku, u samicy – po obu stronach sromu. Z gruczołu wydobywa się żółta wydzielina, w zapachu podobna do wydzieliny gruczołów odbytowych tchórza.
Przednie kończyny są silnie zbudowane, dobrze umięśnione, co umożliwia mrównikowi kopanie. Mostek ma długą i szeroką rękojeść – miejsce przyczepu mięśni kończyny górnej; towarzyszą mu solidnej budowy, zakrzywione obojczyki. Kość ramienna jest dłuższa od kości przedramienia, co tworzy dźwignię o krótkim ramieniu, pozwalającą na rozwijanie znacznej siły podczas kopania. Dodatkowo dobrze rozwinięty wyrostek łokciowy przenosi siłę na bok łokcia. Supinacja nie występuje, groziła by przeprostem. Dystalne części kończyny są krótkie; cztery palce (brak kciuka) zwieńczone są długimi, solidnymi pazurami. Palce spaja błona. Ssaki te są palcochodne.
Miednica jest dobrze zbudowana. Tylne, wyposażone w pięć połączonych błoną palców łapy, także zbudowane są solidnie. Mrównik staje na nich, podpierając się ogonem, podczas kopania, i wykorzystuje je do pozbywania się wykopanej ziemi.
Dymorfizm płciowy nie występuje.

## Systematyka

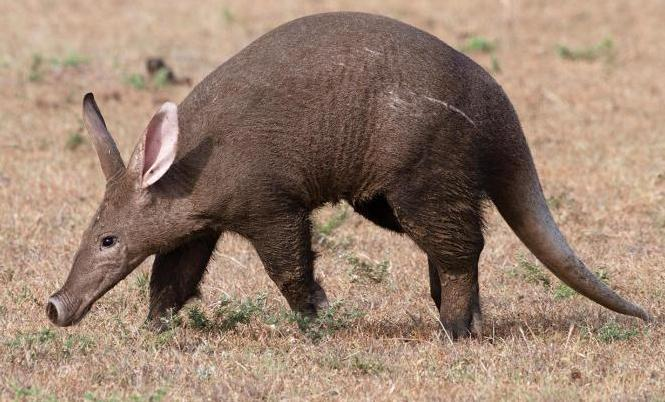
Podgatunek nominatywny

Pierwszy opis pochodzi z 1587 roku i wyszedł spod pióra portugalskiego mnicha nazwiskiem João dos Sanctos, wspominającego zwierzę wyglądu i wielkości świni o ciele pokrytym rzadkimi włosami, zwane przez tubylców Inhazaras. Takson po raz pierwszy zgodnie z zasadami nazewnictwa binominalnego opisał w 1766 roku niemiecki przyrodnik Peter Simon Pallas. Miejsce typowe to Przylądek Dobrej Nadziei, Południowa Afryka. Pallas swój oryginalny opis oparł na płodzie, którego obecna lokalizacja nie jest znana. Autor opisał gatunek pod nazwą Myrmecophaga afra, czyli jako gatunek mrówkojada z rzędu szczerbaków, obejmującego także leniwce i pancernikowce, a wtedy również i łuskowce. Oparł się na pewnych cechach morfologii zwierzęcia, przystosowanego do mrówkożerności, które jednak później uznano nie za przejaw wspólnego pochodzenia, ale raczej analogie wynikające z adaptacji do tego samego źródła pokarmu. W efekcie gatunek umieszczono najpierw w osobnym rodzaju Orycteropus, zwanym po polsku mrównikiem, potem w osobnej rodzinie Oryctopterodidae, czyli mrównikowatych, by w końcu umieścić go w ogóle w osobnym rzędzie Tubulidentata, wyodrębnionym już w XX wieku na podstawie badań anatomicznych. Jest to zatem jedyny żyjący współcześnie przedstawiciel rodzaju Orycteropus, swej rodziny i rzędu. Opisano niemniej kilka wymarłych rodzajów mrównikowatych.
Biorąc pod uwagę niedostatek materiału porównawczego, ani ważność, ani granice rozmieszczenia poszczególnych podgatunków nie są właściwie znane; wiele z nich to prawdopodobnie synonimy. Tradycyjnie rozpoznano osiemnaście podgatunków. Podstawowe dane taksonomiczne podgatunków (oprócz nominatywnego) przedstawia poniższa tabela:
| Podgatunek         | Oryginalna nazwa                | Autor i rok opisu           | Miejsce typowe                                                                                           | Holotyp |
| ------------------ | ------------------------------- | --------------------------- | --- | --- |
| O. a. adametzi     | Orycteropus afer adametzi       | Grote, 1921                 | Bamessing, północno-zachodni Kamerun.                                                                    | Czaszka. |
| O. a. aethiopicus  | Orycteropus aethiopicus         | Sundevall, 1843             | W pobliżu Bahr-el-Abiad, Sennaaria, Sudan/Uganda.                                                        | Skóra samicy. |
| O. a. albicaudus   | Orycteropus afer albicaudus     | W. Rothschild, 1907         | Namibia i Botswana.                                                                                      | Bardzo stary osobnik. |
| O. a. angolensis   | Orycteropus afer angolensis     | Zukowsky & Haltenorth, 1957 | Capangombe, na zachód od gór Schella, południowo-zachodnia Angola.                                       | |
| O. a. erikssoni    | Orycteropus erikssoni           | Lönnberg, 1906              | Północna Demokratyczna Republika Konga.                                                                  | Szkielet i dwa kawałki skóry. |
| O. a. faradijus    | Orycteropus erikssoni faradjius | Hatt, 1932                  | Faradje, Haut-Uele, północno-wschodnia Demokratyczna Republika Konga.                                    | Skóra, czaszka i szkielet pozaczaszkowy (sygnatura AMNH 51373) ze zbiorów Amerykańskiego Muzeum Historii Naturalnej; okaz zebrany 14 stycznia 1913 roku przez Jamesa Chapina i Herberta Langa. |
| O. a. haussanus    | Orycteropus haussanus           | Matschie, 1900              | Haussaland, interior Togo.                                                                               | Skóra i szkielet. |
| O. a. kordofanicus | Orycteropus afer kordofanicus   | W. Rothschild, 1927         | Kordofan, Abu Hamar, Sudan.                                                                              | Dorosły osobnik (sygnatura BMNH 1939.4038) ze zbiorów Muzeum Historii Naturalnej w Londynie.                                                                                                   |
| O. a. lademanni    | Orycteropus afer lademanni      | Grote, 1921                 | Wassi, na północ od Kondao-Irangi, Masai Plains, Tanzania.                                               | Pięć skór i czaszek. |
| O. a. leptodon     | Orycteropus leptodon            | Hirst, 1906                 | Efulen, Kamerun.                                                                                         | Niekompletna czaszka (sygnatura BMNH 1905.11.27.20) ze zbiorów Muzeum Historii Naturalnej w Londynie; okaz zebrany przez George’a Batesa.                                                      |
| O. a. matschiei    | Orycteropus afer matschiei      | Grote, 1921                 | Mikindani, południowe wybrzeża Tanzanii.                                                                 | |
| O. a. observandus  | Orycteropus afer observandus    | Grote, 1921                 | Ussangire, na północny zachód od Songea, północno-zachodnie wybrzeża jeziora Niasa, południowa Tanzania. | Czaszka. |
| O. a. ruvanensis   | Orycteropus afer ruvanensis     | Grote, 1921                 | Obszar Ruwany, południowo-zachodnie wybrzeża Jeziora Wiktorii, Rwanda i północna Tanzania.               | Skóra i czaszka. |
| O. a. senegalensis | Orycteropus senegalensis        | Lesson, 1840                | Brzeg rzeki Podor, Senegal.                                                                              | |
| O. a. somalicus    | Orycteropus afer somalicus      | Lydekker, 1908              | Somaliland.                                                                                              | Czaszka (sygnatura BMNH 1891.12.19.9) ze zbiorów Muzeum Historii Naturalnej w Londynie; okaz zebrany w październiku 1891 roku przez Thomasa Clarke’a.                                          |
| O. a. wardi        | Orycteropus afer wardi          | Lydekker, 1908              | „Północno-wschodnia Rodezja” (tj. północna Zambia i południowa Demokratyczna Republika Konga).           | Czaszka (sygnatura BMNH 1908.6.12.1) ze zbiorów Muzeum Historii Naturalnej w Londynie. |
| O. a. wertheri     | Orycteropus wertheri            | Matschie, 1898              | Wewnętrzny obszar Bagamoyo, północne wybrzeże Tanzanii.                                                  | Skóra ze zbiorów Muzeum Historii Naturalnej w Berlinie. |

### Etymologia
- Orycteropus: gr. ορυκτηρ oruktēr, ορυκτηρος oruktēros ‘kopacz’, od ορυσσω orussō ‘kopać’; πους pous, ποδος podos ‘stopa’[37].
- afer: łac. Afer, Afra ‘afrykański’, od Africa ‘Afryka’[38].
- adametzi: maj. Karl Moritz Ernst Gustav Wilhelm von Adametz (ur. 1877), oficer Armii Cesarstwa Niemieckiego w Kamerunie w latach 1906–1916[39].
- aethiopicus: łac. Aethiopicus ‘Etiopczyk, Afrykanin’, od gr. Αιθιοπικος Aithiopikos ‘Etiopczyk, Murzyn’, od αιθω aithō ‘palić się, płonąć’; ωψ ōps, ωπος ōpos ‘twarz’[40].
- albicaudus: łac. albus ‘biały’; cauda ‘ogon’[41].
- angolensis: Angola[42].
- erikssoni: por. Karl Eriksson[7].
- faradijus: Faradje, Demokratyczna Republika Konga[10].
- haussanus: Haussaland, Togo[6].
- kordofanicus: Kordofan, Sudan[43].
- lademanni: kpt. Lademan, oficer Armii Cesarstwa Niemieckiego[15].
- leptodon: gr. λεπτος leptos ‘delikatny, drobny’; οδους odous, οδοντος odontos ‘ząb’[44].
- matschiei: prof. Georg Friedrich Paul Matschie (1861–1926), niemiecki zoolog z Muzeum Historii Naturalnej w Berlinie w latach 1886–1926, sekretarz Deutsche Ornithologen-Gesellschaft w latach 1894–1907[45][46].
- observandus: łac. observandus ‘który należy obserwować’, od observare ‘patrzeć’[47].
- ruvanensis: Ruwana Plains, Tanzania[48].
- senegalensis: Senegal[49].
- somalicus: Somaliland / Somalia[50].
- wardi: James Rowland Ward (1848–1912), angielski taksydermista[51].
- wertheri: ppłk Waldemar Werther (ur. 1867), oficer Armii Cesarstwa Niemieckiego, podróżnik po Afryce Wschodniej w latach 1896–1897[52].

## Tryb życia

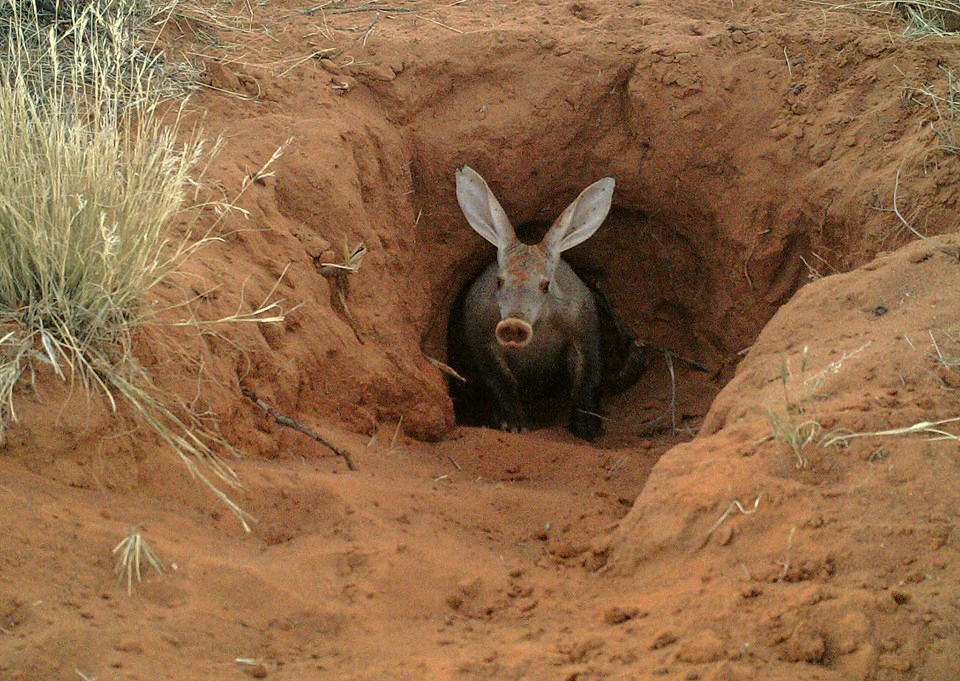
Mrównik spędza dzień w wykopanej przez siebie norze

Ssak ten wiedzie samotny, nocny tryb życia. Dzień spędza w wykopanej przez siebie norze, śpiąc. Wtedy to temperatura ciała spada z 37 do 34 °C. Nora zapewnia pewną stałość temperatury, poza tym że chroni jej lokatora przed drapieżnictwem. Często mrównik norę kopie raz, a potem ją jeszcze dostosowuje, jeśli chce jej użyć powtórnie, nie lubi bowiem kopać nowych nor. Zazwyczaj wiedzie do niej pojedyncze wejście, aczkolwiek opisywano już nory wielowejściowe. Nora sięgać może na głębokość 3 m i mieć długość 10 m, na końcu mieszcząc komorę sypialną na tyle dużą, by lokator mógł się w niej obrócić. W pojedynczej norze przebywa mrównik od jednego do dwudziestu dni.
W nocy mrównik wychodzi żerować. Rzadko zdarza się, by pozostał poza norą jeszcze po wschodzie słońca. Natomiast w południowych obszarach jego występowania, kiedy zimą noce są mroźne i temperatura spada poniżej zera, mrównik zmienia aktywność i wychodzi z nory późnym popołudniem, jeszcze za słońca. Pokryty rzadkim włosem i pozbawiony grubej podskórnej warstwy tłuszczu jest bowiem narażony na wychłodzenie. Poza tym wychodzą na żer niezależnie od pogody, nie czynią też względu na fazę Księżyca. Niekiedy też dłuższymi nocami więcej czasu spędzają poza norą. Jedną nocą potrafi przejść 5 km, jednakże zwykle porusza się zygzakiem. Maksymalnie przebędzie 14 km. W poszukiwaniach pożywienia posługuje się głównie węchem, podobnie dowiaduje się o obecności innych osobników jego gatunku. Wzrok ma bowiem słaby. Nie widzi też kolorów. Znalazłszy pokarm, rozkopuje mrowisko czy termitierę potężnymi pazurami łap, po czym wkłada długi język w szczeliny. Owady połyka w całości, nie rozgryzając ich. Kolejnej nocy odwiedza inne miejsca niż uprzednio, pozwalając owadom na odbudowanie populacji.

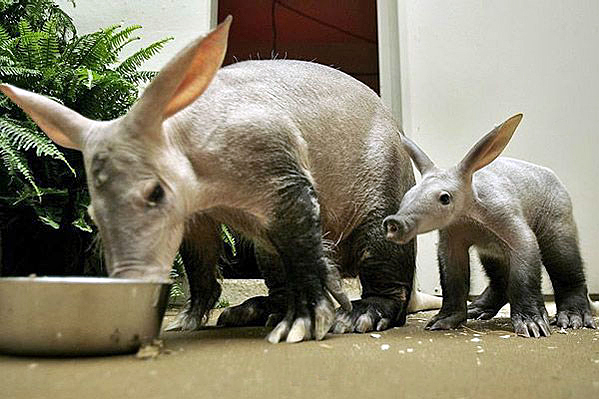
Mrównik z młodym w amerykańskim zoo. O rozrodzie na wolności wiadomo niewiele.

Pojedynczy osobnik zajmuje od 130 do 350 ha wedle badań z Karoo, badacze nie wykluczają, że gdzie indziej, gdzie zdobycz mniej jest obfita, są to większe tereny. Obszary zajmowane przez dane osobniki prawdopodobnie na siebie zachodzą, a gęstość wynosi 1 osobnik na km². Mimo tego spotkania pomiędzy osobnikami tego gatunku należą do rzadkości. Zwierzęta te raczej pozostawiają sobie sygnały węchowe, korzystając ze swych gruczołów. Pozostawiają na glebie zapach wyczuwany także przez ludzi. Nie zauważono, by mrówniki wydawały jakieś odgłosy. Niemniej poza norą uważnie nasłuchują, niekiedy też w tym celu przerywają posiłek. Kiedy już się spotkają, zazwyczaj nie zwracają na siebie większej uwagi, nie przypatrują się sobie ani nie wydają odgłosów. Niekiedy obwąchują się, szczególną uwagę zwracając na gruczoły analne. Dotyczy to w zasadzie wyłącznie osobników przeciwnych płci. Do spotkania może też dojść przypadkiem podczas żerowania. Tak ubogie relacje społeczne autorzy wiążą z myrmekofagią, która wymaga poświęcenia dużej ilości czasu na chwytanie i połykanie niewielkiej zdobyczy. Na relacje towarzyskie czasu już nie zostaje.
O rozrodzie wiadomo niewiele, zwłaszcza na wolności. Większość danych pochodzi od zwierząt trzymanych w niewoli. Hodowany przez człowieka mrównik osiąga dojrzałość płciową w wieku 2 lat. Jaki jest system rozrodu, nie wiadomo, prawdopodobnie panuje poligamia. Samiec, słabego wzroku, znajduje samicę, kierując się zapachem. Napotkawszy samicę, ocenia ją, obwąchując z wzajemnością gruczoły zapachowe. Celem kopulacji wspina się na nią, obejmując ją pazurami, co nie zawsze jest dla niej bezpieczne i może skutkować obrażeniami. Na tym jego rola w przedłużaniu gatunku się kończy. Samica po współżyciu z samcem zachodzi w ciążę trwającą od 235 do 258 dni, średnio 242 dni. Nie wiadomo, czy istnieje konkretny sezon rozrodczy. Porody obserwowano w maju i czerwcu w Etiopii, od lipca do listopada na południu Afryki oraz w listopadzie w Ugandzie. Na świat przychodzi jedno młode o masie od 1,3 do 1,9 kg, średnio 1,7 kg. Matka karmi młode mlekiem zawierającym 12,3% białka, 13,6% węglowodanów, 2,5% tłuszczów, 0,5% wapnia i 0,35% fosforu (badanie mleka osobnika w niewoli). Zawartość energetyczna mleka 2,12 kcal/g, głównie z tłuszczu i białek. Z czasem zawartość cukru maleje, pozostałych składników rośnie. Ssące je młode rośnie liniowo, przybywając co dzień o 159 g. Podczas odstawienia ma około 30% dorosłego mrównika.

## Rozmieszczenie geograficzne

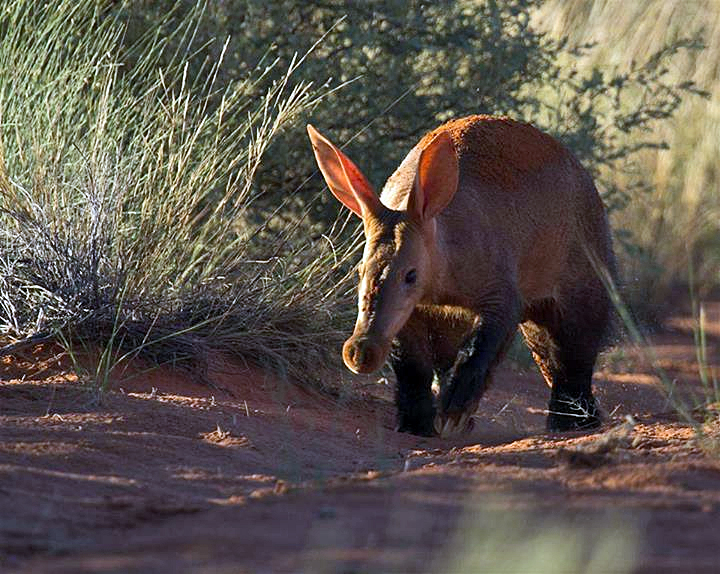
Mrównik sięga południowego końca Afryki. Tutaj w SanWild, Lowveld, RPA

Mrównik afrykański występuje w zależności od podgatunku:
- O. afer afer – północno-wschodnia Botswana, Zimbabwe, Południowa Afryka, Eswatini i Lesotho.
- O. afer adametzi – północno-zachodni Kamerun.
- O. afer aethiopicus – Sudan i Uganda.
- O. afer albicaudus – Angola, zachodnia Zambia, Namibia i Botswana.
- O. afer angolensis – zachodnia Angola.
- O. afer erikssoni – północna Demokratyczna Republika Konga.
- O. afer faradjlus – północno-wschodnia Demokratyczna Republika Konga i północno-zachodnia Uganda.
- O. afer haussanus – Togo.
- O. afer koidofanicus – środkowy Sudan.
- O. afer lademanni – środkowa Tanzania.
- O. afer leptodoii – Kamerun.
- O. afer matschiei – południowo-wschodnia Tanzania.
- O. afer observandus – południowa Tanzania.
- O. afer ruvanensis – Rwanda i północna Tanzania.
- O. afer senegalensis – Senegal.
- O. afer somalicus – Somalia.
- O. afer wardi – wschodnia Demokratyczna Republika Konga i północno-wschodnia Zambia.
- O. afer wertheri – północno-wschodnia Tanzania.

Kraje w zasięgu występowania mrównika afrykańskiego, które nie są przypisane do konkretnego podgatunku: Mauretania, Gambia, Gwinea Bissau, Gwinea, Sierra Leone, Liberia, Wybrzeże Kości Słoniowej, Mali, Burkina Faso, Ghana, Benin, Niger, Nigeria, Czad, Republika Środkowoafrykańska, Erytrea, Dżibuti, Etiopia, Gwinea Równikowa, Gabon, Kongo, Kenia, Burundi, Malawi i Mozambik. Mrównik żyje na wysokości od 0 do 3200 m nad poziomem morza.

## Ekologia
Siedliska, które zasiedla mrównik, są rozmaite. Z jednej strony, choć nie radzi sobie na pustyniach i nie występuje na Saharze czy Namib, bytować może na półpustyniach w okolicach Kalahari i Karoo. Zasiedla dalej obszary otwarte, trawiaste, sawanny. Żyje w buszu i w lasach liściastych, a nawet w lasach deszczowych Afryki Zachodniej, choć osiąga tam niskie zagęszczenia. Zasiedla tereny nizinne i górskie. Nie ogranicza go dostępność wody, prędzej już rodzaj podłoża, w którym musi kopać. Wykopuje on w glebie nory, tym samym modyfikując siedlisko. Nory jego roboty wykorzystują potem inne gatunki zwierząt.
Dietę zwierzęcia stanowią w zasadzie w całości mrówkowate i termity. Niemniej zdarza mu się konsumować larwy poświętnikowatych. W wyborze zdobyczy kieruje się wielkością i dostępnością, wobec czego pożera zdobycz dużych, dostępnych gatunków. Unika nielicznych, nawet wyposażonych w broń chemiczną czy dotkliwie gryzącą. Wśród konsumowanych rodzajów mrówek wymienia się Alaopone, Anoplolepis, Camponotus, Crematogaster, Dorylus, Messor, Monomorium, Pheidole, Solenopsis, Tetramorium, Typhlophone, wśród termitów natomiast Allodontermes, Basidentitermes, Cubitermes, Hodotermes, Macrotermes, Microhodotermes, Odontotermes, Pseudacanthotermes i Trinervitermes. W badaniach kału z Nama Karoo niezależnie od pory roku w diecie dominowały mrówkowate, poza którymi wykryto jedynie termity. W składzie gatunkowym pierwsze miejsce dzierżył Anoplolepis custodiens, kolejne zaś Trinervitermes trinervoides, przy czym zawartość termitów w diecie mrówników wzrastała zimą i latem, kiedy to mrówki były gorzej dostępne, a zarazem kiedy obecne były w kopcach formy uskrzydlone. Zazwyczaj zimą w jednym mrowisku znajduje się mniej mrówek, co zmusza mrównika do modyfikacji swych zwyczajów, czy to rozszerzenia diety o więcej gatunków mrówek, czy to odwiedzanie większej liczby gniazd w danym gatunku, czy w końcu eksploatacja w większym stopniu termitów. Mrówniki rozkopują zimą więcej naziemnych termitier. Termity z jednej strony też obecne są zimą w termitierach mniej obficie, z drugiej zaś są mniej ruchliwe i bardziej stłoczone, co z kolei ułatwia ucztę. Zaobserwowano to w przypadku Trinervitermes trinervoides. Przeczą temu z kolei badania z Ugandy, gdzie zimą mrówniki konsumują mniej termitów, jako że trudniej się im do nich dobrać. Pojedyncza termitiera zawierać może aż pół miliona owadów. W zależności od dostępności pokarmu zwierzę postępuje też różnie, może ograniczyć się do płytkich szczelin w razie łatwo dostępnego blisko powierzchni pokarmu, zwykle mrówek, może też drążyć głęboko w kopcu termitów, nawet na 2 m, jeśli zdobycz kryje się głęboko. Niekiedy spędza przy jednej kolonii zaledwie kilka sekund, kiedy indziej pożywia się aż pół godziny. Nie ma w zwyczaju pożerać wszystkich mieszkańców danej kolonii, jako że pozbawiłoby go to możliwości skorzystania z niej następnym razem. Ponadto poszukiwania ostatniej mrówki nie byłyby efektywne, zysk energetyczny przy żywieniu się tak małą zdobyczą wymaga pochłaniania za jednym razem znacznej liczby osobników. Jednej nocy odwiedzić może aż 200 gniazd, by skonsumować przynajmniej 50 000 osobników, jak oszacowano na podstawie badania kału.
Poza mrówkowatymi i termitami mrównik jeść może podziemne owoce Cucumis humifructus, o czym świadczą również badania mrówniczych odchodów. Roślina ta często wyrasta potem w pobliżu nor mrównika w miejscach, gdzie zwierzę defekowało. Biolodzy postulują tutaj symbiozę, jako że owoc dostarcza niepijącemu mrównikowi wodę, ten ostatni jest zaś jedynym zwierzęciem, które potrafi dokopać się do skrytego w glebie owocu i rozsiewa nasiona. Zauważono, że rzeczony gatunek występuje jedynie w obrębie zasięgu mrównika. Inni proponują alternatywne wyjaśnienie, że obecne w mrówniczym kale nasiona zostały zebrane jeszcze przez mrówki.
Rozkopywanie przez mrówniki termitier ma znaczenie także dla innych mrówko- i termitożernych zwierząt. Nie każdy bowiem myrmekofag potrafi rozkopać termitierę. Protel grzywiasty latem wyżywi się wyłącznie na termitach, podczas gdy zimą nie jest w stanie dobrać się do nich we wnętrzu owadziej konstrukcji – wówczas może jednak skorzystać z termitier rozkopanych przez mrównika. Z usług mrównika korzystają też wiewiórkowate, nietoperze, jeżowate, mangusty, pawiany i ptaki, a także gady.

## Zagrożenia i ochrona

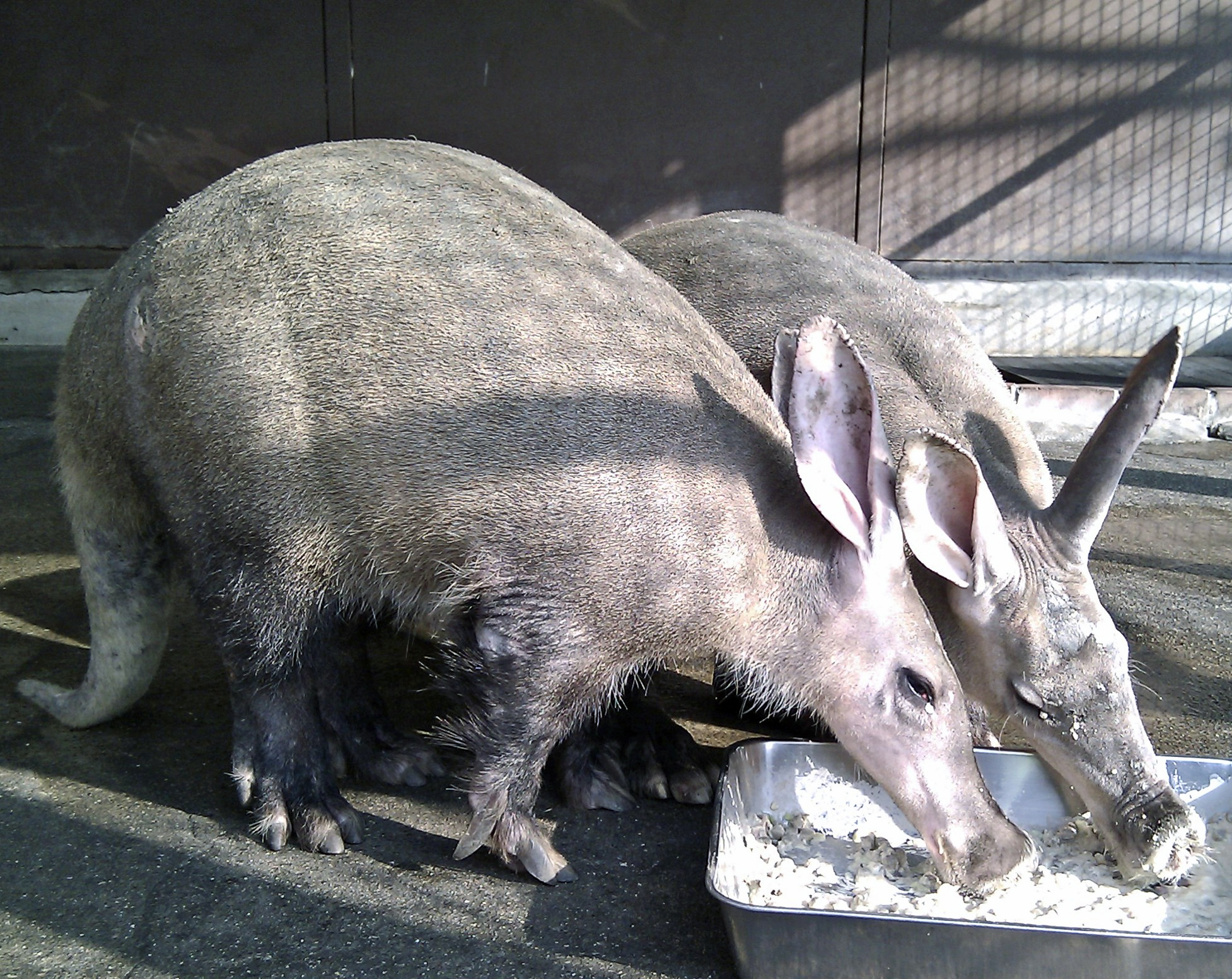
Mrównik hodowany bywa w zoo, jak tutaj w Himeji City Zoo w Japonii

Jaka jest liczebność populacji, nie wiadomo. Nie wydaje się jednak prawdopodobne, by istotnie się obniżała. Lokalnie zapewne spada wobec polowań czy niszczenia siedlisk. W Czerwonej księdze gatunków zagrożonych Międzynarodowej Unii Ochrony Przyrody i Jej Zasobów został zaliczony do kategorii LC (ang. least concern ‘najmniejszej troski’). Klasyfikacja ta nie zmienia się w zasadzie od pierwszego uwzględnienia gatunku w 1996 roku (Lower risk / Least concern). Kategorię LC powtarzano w latach 2003, 2006 i 2008, a także w ostatniej ocenie opracowanej w 2014, opublikowanej rok później. 
Autorzy przyznają, że chociaż zwierzę nie jest często widywane (co uzasadnić można skrytym, nocnym trybem życia), to występuje ono pospolicie. Niemniej w niektórych krajach jego liczebność spada z powodu polowań i dewastacji siedlisk. Jego mięso jest jadalne dla człowieka, a skóra, zęby i pazury mogą służyć w rękodziele, do wyrobu bransoletek, amuletów i innych osobliwości, a także w medycynie ludowej. W efekcie polowania mogą zagrażać populacjom w niektórych krajach, jak Mozambik czy Zambia. Miejscowa ludność w Kongu łapie mrówniki w norach, w Demokratycznej Republice Konga wypłasza się je dymem, zaś w Kenii podtapia się jamy. Hodowcy bydła nie lubią wykopanych przez mrówniki dziur, obawiając się, że mogłoby w nie wpaść nieuważne bydło czy maszyny. Oskarża się też te ssaki o podkopywanie tam i zbiorników wodnych. Ogólnie jednak z uwagi na nocny tryb życia człowiek rzadko wchodzi mrównikowi w drogę. Gatunek ma szeroki zasięg występowania, obejmujący tereny chronione. 
Ponadto łatwo rozmnaża się w niewoli i hoduje się go w ogrodach zoologicznych. Jego liczebność w zoo na półkuli północnej rośnie.